# Романець Богдан Степанович

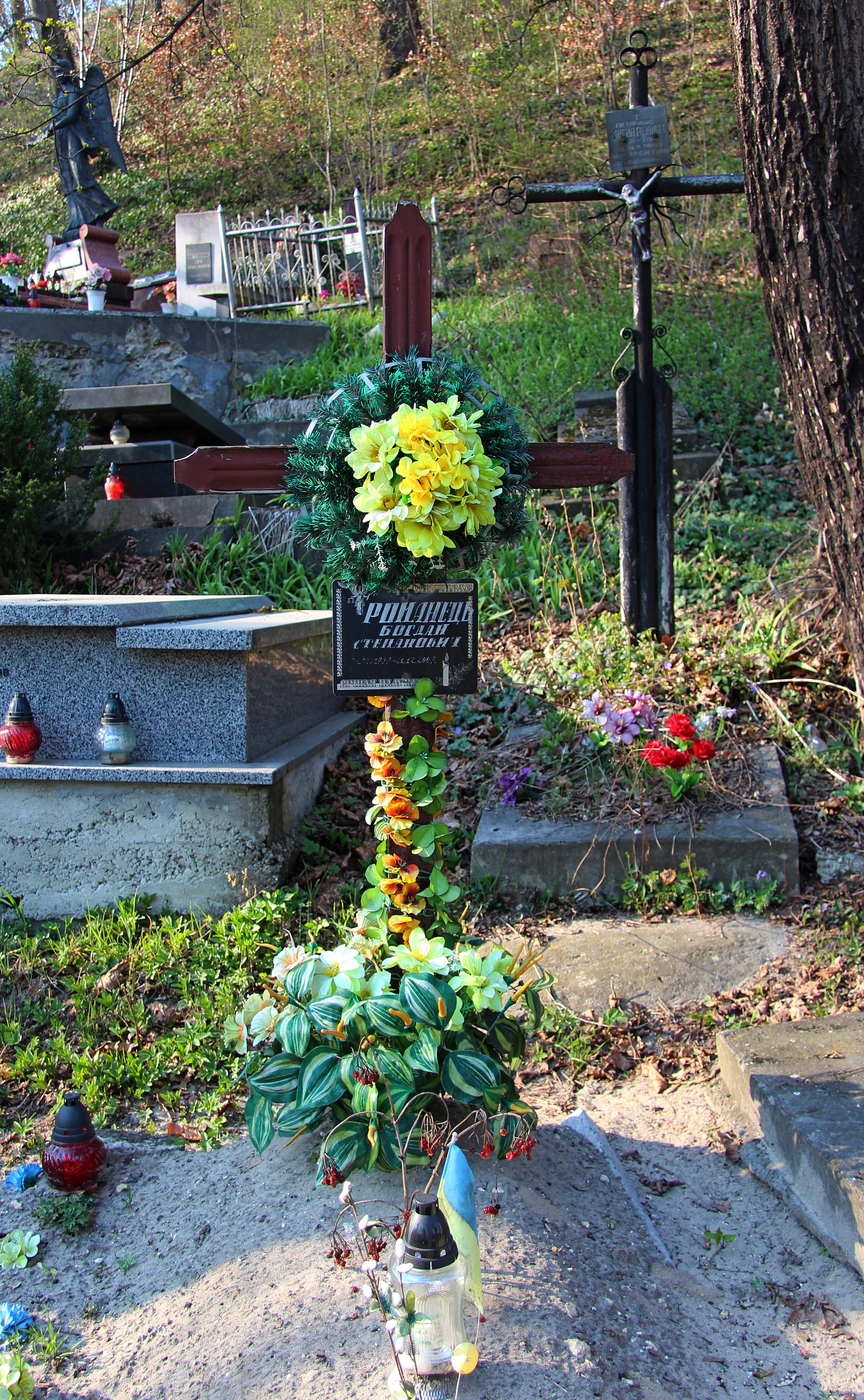
Могила Богдана Романця на 36 полі Личаківського цвинтаря у Львові

Богда́н Степа́нович Романе́ць (4 березня 1939, c. Берлин, Бродський повіт, Тернопільське воєводство Польська Республіка — 21 грудня 2009, м. Львів) — український скульптор, доцент кафедри металу Львівської національної академії мистецтв. Заслужений художник Української РСР (1991).

## Життєпис
Народився 4 березня 1939 року у селі Берлин, Бродського повіту, Тернопільського воєводства, Польської Республіка (нині Золочівського району, Львівської області, України). Навчався у Бродівській середній школі № 1. 1968 року закінчив Львівський державний інститут прикладного та декоративного мистецтва. Працював доцентом кафедри металу Львівської національної академії мистецтв. Від 1997 року входив до складу журі фестивалю Залізний лев.
Помер 21 грудня 2009 року у Львові та похований на Личаківському цвинтарі (поле № 36).

## Творчість
Монументальна і монументально-декоративна скульптура
- Пам'ятник радянським солдатам, партизанам і підпільникам, загиблим у Другій світовій війні (Камінь-Каширський, 1969, співавтори архітектор Анатолій Консулов, скульптор Дмитро Крвавич)[4].
- Пам'ятник на місці бою радянських військ з німецько-фашистськими загарбниками (Колтівський коридор) (Колтів, при трасі Золочів—Броди, 1980, співавтори скульптор Ярослав Мотика, архітектор Б. Михайлиха). Належить до пам'яток історії Золочівського району під охоронним № 44д.
- Декоративно-паркова скульптура «Мавка» (1971, карбована мідь, 62×120×56)[5][2].
- Оформлення кав'ярні «Кентавр» (1973, Львів; автор стінопису Володимир Патик).
- Оформлення ресторану «Старе місто» (Харків, 1975).
- Оформлення бару «Театральний» (Львів, 1979)[2].
- «Звенигороду — 900», декоративна композиція (с. Звенигород, 1987).
- Меморіальна таблиця на будівлі Бродівської гімназії (1987)[1].
- Пам'ятник видатним учням і викладачам Бродівської гімназії (Броди, жовтень 1986)[6].
- «1000-ліття міста Володимира-Волинського», декоративна композиція.
- Пам'ятник Т. Г. Шевченку в с. Давидові (1989).
- Пам'ятник Т. Г. Шевченку в с. Межинці (1991).
- Пам'ятники Т. Г. Шевченку та жертвам більшовицьких репресій (Броди, 1993).

Галерея робіт Богдана Романця
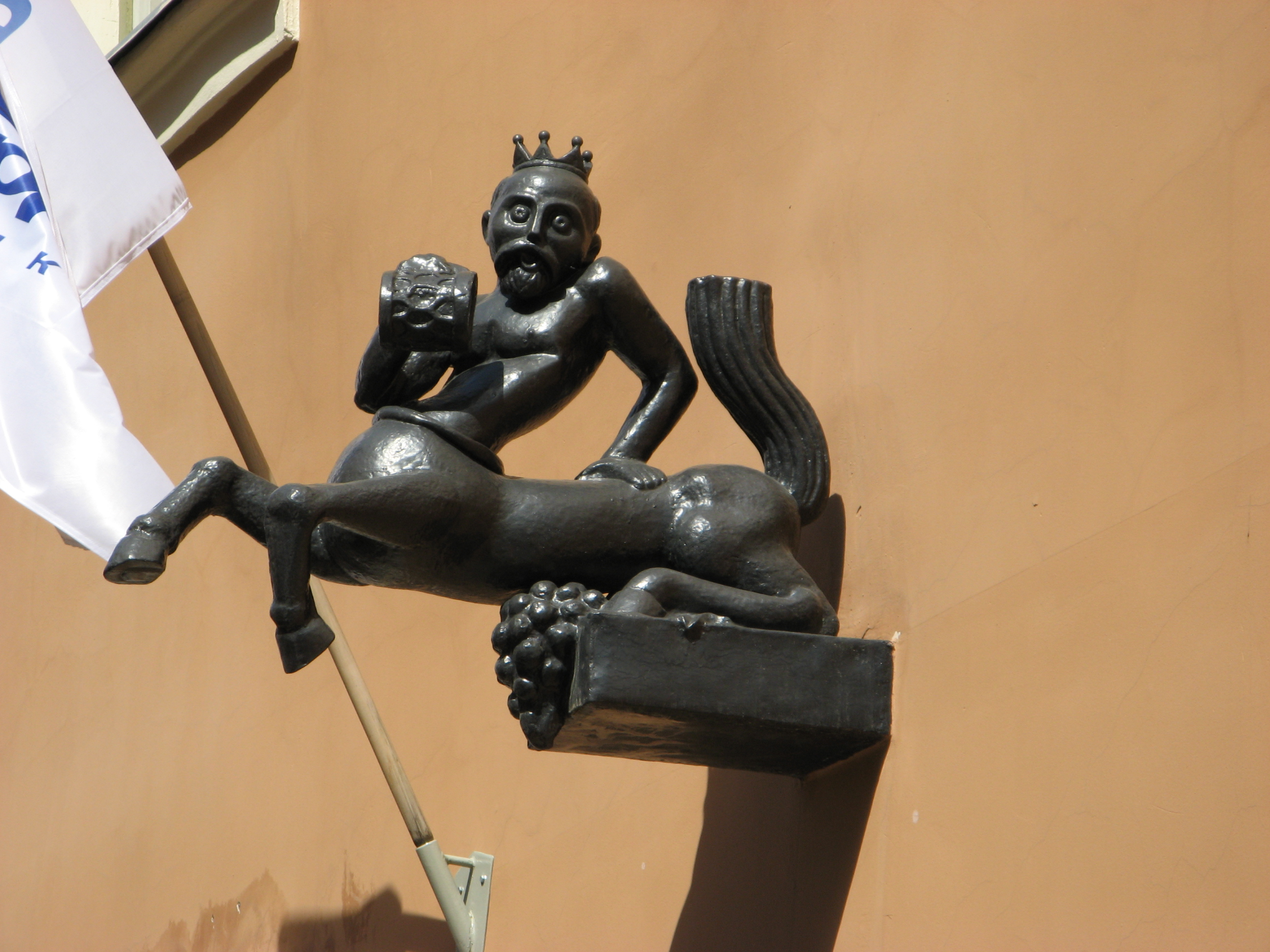
Гротесковий кентавр-п'яниця на вул. Краківській у Львові
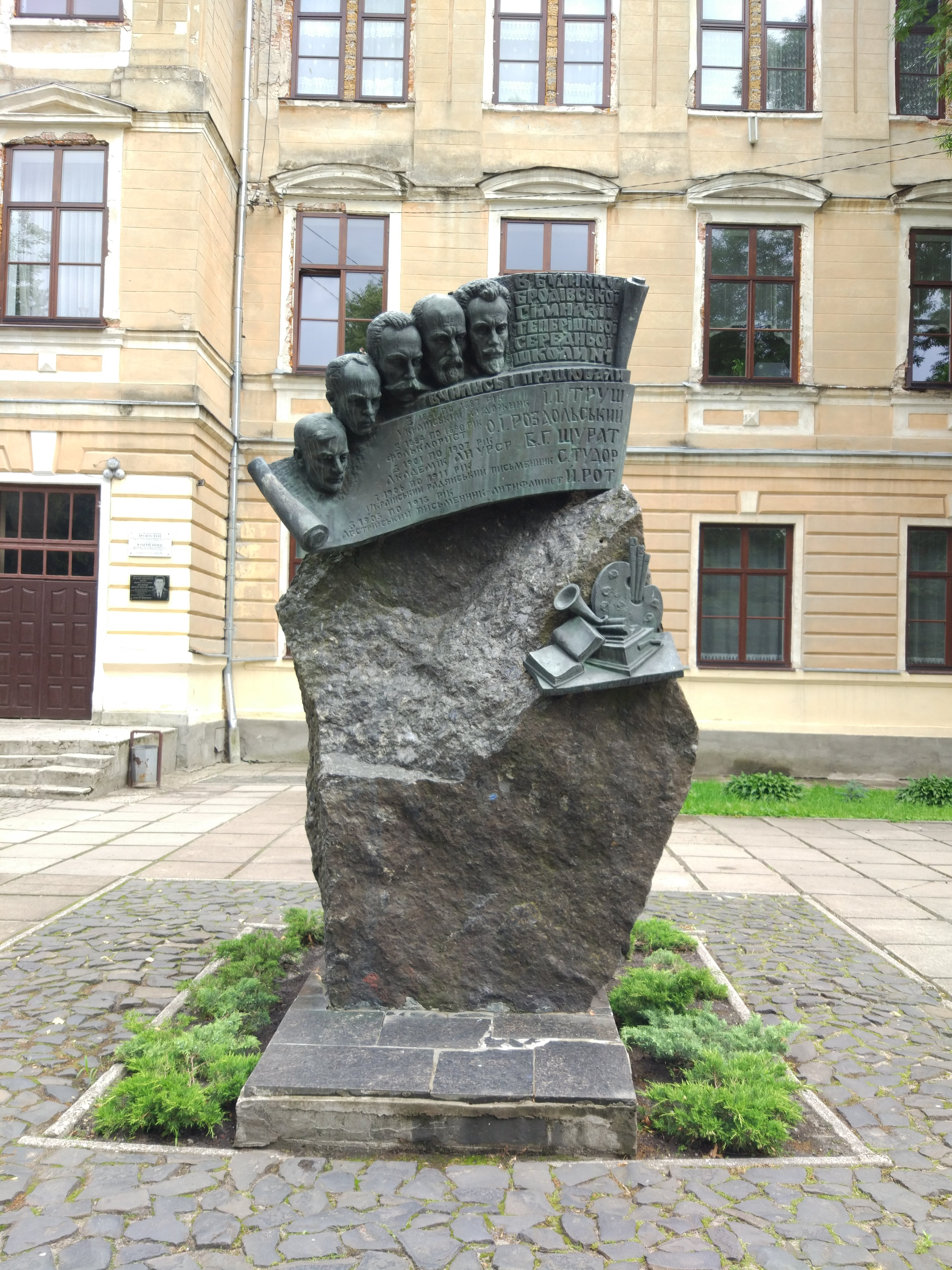
Пам'ятник видатним учням і викладачам Бродівської гімназії
Пам'ятник Т. Г. Шевченку у Бродах
Пам'ятник жертвам більшовицьких репресій у Бродах

Станкова скульптура
- «Дівчина з виноградом» (1967, тонований гіпс, 90×30×20)[7].
- «Дівчина з калиною» (1968, тонований гіпс, 45×25×30)[7].
- Меморіальна таблиця для музею В. Гнатюка (1969, метал, 60×90×10)[7].
- «Заклик революції» (1969, бетон, 108×72×40)[8].
- «Портрет Лесі Українки» (1970)[9].
- «Г. Сковорода» (1972)[2].
- «Юність», рельєф (1975, бронза, 80×70)[8].
- «Художник» (1975, тонований гіпс, 110×80×80)[8][2].
- «Присвячено жертвам фашизму» (1977, тонований гіпс, 84×54×18)[5].
- «Портрет дружини» (1977, тонований гіпс, 60×38×30)[5][2].
- «Щаслива усмішка» (1977, шамот, 57×53×30)[5].
- «Ранок 22 червня 1941 р.» (1978, тонований гіпс, 96×78×16)[10].
- «Спогад дитинства» (1978, тонований гіпс, 100×74×20)[8].
- «Львівсько-Сандомирська операція. Маршали І. С. Конєв і П. С. Рибалко» (1978, тонований гіпс, 116×103×70)[10].
- «Твердиня» (1982, залізо, мідь, тонований гіпс, 180×55×55)[11].
- «Каменяр» (1986, тонований гіпс, 90×56×38)[12].
- «Саркофаг України».